# E.K.A. Athlītikī Enōsī Lemesou
L'E.K.A. Athlītikī Enōsī Lemesou è la sezione di pallacanestro della polisportiva AEL. Ha sede nella città di Limassol, a Cipro. Fondato nel 1966, è uno dei membri fondatori della Federazione cestistica cipriota. Il club è soprannominato la regina della pallacanestro cipriota. Oltre ad aver vinto 13 titoli nazionali, 8 Coppe di Cipro e 6 Supercoppe, è l'unico club cipriota ad aver vinto un titolo europeo (la Regional Challenge Cup nel 2003). Nel 2007 è stato il primo club del suo paese a vincere 5 titoli nazionali consecutivi.

## Palmarès
- Campionato cipriota: 13

1974, 1978, 1980, 1982, 1983, 1985, 1987, 1988, 2003, 2004, 2005, 2006, 2007
- Coppa di Cipro: 9

1978, 1980, 1981, 1982, 1983, 1985, 2004, 2008, 2009

## Cestisti
- Chris Bracey 2009-2010